# Peter Christiansen (aviron)
Peter Christiansen, né le 4 avril 1941 à Frederiksberg, est un rameur d'aviron danois. 

## Carrière
Peter Christiansen participe aux Jeux olympiques d'été de 1968 à Mexico et remporte la médaille de bronze en deux sans barreur avec ses coéquipiers Ib Larsen.